# Synchronicity
| Críticas profissionais | Críticas profissionais |
| Avaliações da crítica  | Avaliações da crítica  |
| Fonte                  | Avaliação              |
| ---------------------- | ---------------------- |
| All Music Guide        | link                   |

Synchronicity é o quinto e último álbum de estúdio do The Police, lançado em 1983.
Este álbum está na lista dos 200 álbuns definitivos no Rock and Roll Hall of Fame.
Esse álbum foi o projeto mais audacioso e elaborado da banda, e também o de maior sucesso comercial alcançando o 1° lugar da Top 200 logo após seu lançamento e terminando com o reinado de Michael Jackson que estava por 37 semanas no topo das paradas da Billboard com o álbum Thriller.[carece de fontes?]
Mas o clima já não era mais o mesmo dos primeiros discos e o desejo de partir em projetos solo e o aumento das tensões criativas foram determinantes para a separação dos integrantes tempos depois.

## Faixas
Todas as faixas escritas e compostas por Sting, exceto onde indicado. 
| N.º | Título                       | Compositor       | Duração |  |
| 1.  | "Synchronicity I"            |                  | 3:26    |  |
| 2.  | "Walking In Your Footsteps"  |                  | 3:36    |  |
| 3.  | "O My God"                   |                  | 4:02    |  |
| 4.  | "Mother"                     | Andy Summers     | 3:05    |  |
| 5.  | "Miss Gradenko"              | Stewart Copeland | 2:00    |  |
| 6.  | "Synchronicity II"           |                  | 5:02    |  |
| 7.  | "Every Breath You Take"      |                  | 4:14    |  |
| 8.  | "King Of Pain"               |                  | 4:58    |  |
| 9.  | "Wrapped Around Your Finger" |                  | 5:16    |  |
| 10. | "Tea In The Sahara"          |                  | 4:11    |  |
| 11. | "Murder By Numbers"          | Sting/Summers    | 4:34    |  |

## Componentes
- Sting - Baixo, vocal e teclado
- Andy Summers - Guitarra, vocal de apoio, teclado e vocal em "Mother"
- Stewart Copeland - Bateria, percussão e vocal de apoio em "Miss Gradenko"